# Ностромо (Чужий)

«Ностромо» підлітає до LV-426. (Кадр з х/ф «Чужий»)

«Ностромо» (англ. USCSS The Nostromo) — фантастичний космічний корабель із гіперприводом із фільму 1979 року «Чужий». Назву «Ностромо» запозичено з однойменного роману Джозефа Конрада. З цієї ж повісті взято й назву космічного корабля «Сулако» для фільму «Чужі» 1986 року (в повісті це назва портового міста).
Побудований приблизно 2101 року комерційний зореліт, що є власністю компанії «Weyland-Yutani Corporation». 2116 року переобладнано на буксир.
2122 року компанія-власник запеленгувала сигнал і доручила екіпажу корабля обстежити його джерело, планетоїд LV-426, приховавши від екіпажу справжній зміст сигналу. На момент початку цих подій корабель повертається зі завдання, екіпаж перебуває в гіперсні, вантаж корабля — переробний завод із 20 млн т мінеральної руди. У ході виконання завдання компанії одного з членів команди інфіковано чужим. У ході інциденту зі всього екіпажу вижити вдалося лише помічнику капітана Еллен Ріплі, яка залишила «Ностромо» в рятувальному шатлі «Нарцис», і коту Джонсі, який полетів разом із нею. Наприкінці фільму «Ностромо» повністю знищено.
На його честь названо каньйон на Хароні.

## Опис космічного корабля
Космічний міжзоряний буксир «Ностромо» — космічний корабель-буксир класу «М», призначений для міжзоряного транспортування важких вантажних платформ та доставлення в орбітальні доки для навантаження-розвантаження. Оснащений атмосферними стабілізаторами, аеродинамічними гальмами, посадковими опорами та пристосований до входу в атмосферу та посадки на поверхню планети без зовнішньої топографічної прив'язки. Корпус поділено на такі відсіки: відсік управління польотом, кают-компанія, анабіозний відсік, медичний відсік, складський відсік, шлюз, реакторний зал та рушійний відсік із постом інженерно-технічного контролю.
«Ностромо» має три палуби — «A», «B» і «C». На палубі «A» розташовані коридор, місток, лазарет, камери глибокого сну, інтерфейс комп'ютера корабля «Мати» і відсік повітряного шлюзу. На палубі «B» розміщено основне обладнання та забезпечено доступ до човників. Палуба «C» використовується переважно для зберігання обладнання та розміщення посадкових опор (коли втягнуті). Тут же розміщено спостережний блістер Еша та інженерний пост Бретта і Паркера (тут же консоль самознищення).
Буксир обладнано двома рятувальними човниками, один з яких — «Нарцис» — розташований на тримачах платформи під рушійним портом. 2122 року «Нарцис» був єдиним робочим човником, оскільки інший, згідно з наказом, відправлено на ремонт.

### Екіпаж
- Капітан корабля Даллас
- Ворентофіцер Риплі
- Штурман Ламберт
- Механік Бретт
- Помічник капітана[en] Кейн
- Науковий співробітник[en] Еш
- Головний інженер Паркер
- Кіт Джонсі, служить корабельним котом

Екіпаж на борту переважно має виконувати такі операції: постановку корабля в док, навантаження-розвантаження, зліт-посадку та ремонтні роботи. Найменша необхідна кількість членів екіпажу для зльоту/посадки — чотири.

### Габаритні розміри
Буксир

- довжина — 243,8 м (800');
- ширина — 164,6 м (540');
- висота — 72,1 м (246,4').

Вантажна платформа
- довжина — 1500 м (4921,2');
- ширина — 978,7 м (3210,9');
- висота — 880,8 м (2889,7').

### Технічні характеристики[3][4]
- Клас: Lockheed Martin CM-88B «Juggernaut» (космічний тягач).
- Найбільша швидкість: 0,42 св. р./добу, або 153,4 світлової швидкості (порожній); 0,10-0,12 св. р./добу (з вантажем).
- Прискорення: 8,9 с — до увімкнення надсвітлового двигуна; 6,5 с — для розгону від швидкості світла до 24-кратної швидкості світла; 8,5 с — для розгону до 68-кратної швидкості світла; 15,5 с — для розгону до 153-кратної швидкості світла.
- Озброєння: відсутнє.
- Допоміжні космічні кораблі: один човник класу «Starcab».
- Силова установка: один дейтерієво-тритієвий термоядерний реактор «Laratel WF-15» потужністю 2,8 ТВт.
- Маса буксира: 45 тис. т (порожній); 50 тис. т (нормальне завантаження); 63 тис. т (повне завантаження).
- Маса платформи: понад 20 млн т.
- Автономність: стандартна — 14 міс.; максимальна — 24 міс.
- Надсвітлові тахіонні двигуни: 4 × «Yutani T7A NLS».
- Досвітлові двигуни:
  - «Rolls-Royce N66 Cyclone» трубного типу зі двоспрямованим вектором тяги (тяга — 7,29 млн т або 64,9 ГН) — 2 шт.;
  - маневрові «Weyland L46» (тяга — 850 тис. т, або 7,6 ГН) — 2 шт.;
  - зовнішній модуль малої тяги «Yutani J38» з двома групами двигунів «Lockheed Martin TL-30».

- Основний керувальний комп'ютер: MU/TH/UR 182, що має 2,1 ТБ пам'яті та штучний інтелект, також є резервний мейнфрейм з 2 ТБ пам'яті.
- Операційна система: OAM (Overmonitoring Address Matrix) версії 2.2.2120.
- Обладнання та датчики:
  - двометрові телескопи, що працюють у оптичному та інфрачервоному діапазонах, а також у спектрографічному режимі — 2 шт.;
  - газовий хроматограф;
  - радар навігації та посадки, що працює в сантиметровому діапазоні;
  - радар сканування поверхні зі синтезованою апертурою;
  - лічильник маси в гіперпросторі.

## Особливості екранного образу
На відміну від світлих і чистих космічних кораблів, створюваних у класичних науково-фантастичних фільмах (таких, як «Заборонена планета» (1956) та «Космічна одіссея 2001 року» (1968), «Ностромо» населений похмурими й не завжди доглянутими астронавтами, які працюють поруч із не завжди справним обладнанням. Створена в такому ключі обстава підкріплює зображення компанії-власника корабля як жадібної, що мало піклується про своїх працівників. На думку критиків, «Чужий» — це фільм про «будинок жахів (будинок із привидами) на космічному кораблі». Таку концепцію підкреслюють багато мізансцен: значна частина корабля темна і пустельна; у проходи зі свистом пробивається схожа на туман пара; вантажний відсік ланцюгами, що звисають зі стелі, нагадує камеру тортур; зі стелі стікає вода.

## Оцінки
Російський журнал «Мир Фантастики» поставив «Ностромо» на 5-те місце в списку «10 найкращих космічних кораблів», назвавши його одним з найвідоміших кораблів «першого контакту».